# Your Blues
Your Blues è il sesto album in studio del gruppo musicale canadese Destroyer, pubblicato nel 2004.

## Tracce
Testi e musiche di Dan Bejar.
1. Notorious Lightning – 5:57
2. It's Gonna Take an Airplane – 3:41
3. An Actor's Revenge – 2:57
4. The Music Lovers – 4:22
5. From Oakland to Warsaw – 3:11
6. Your Blues – 2:57
7. New Ways of Living – 4:23
8. Don't Become the Thing You Hated – 2:13
9. Mad Foxes – 4:45
10. The Fox and the Hound – 3:23
11. What Road – 3:57
12. Certain Things You Ought to Know – 4:25